# Уэда, Рэйна
Рэйна Уэда (яп. 上田 麗奈 Уэда Рэйна, род. 17 января 1994 года, префектура Тояма) — японская сэйю. Сотрудничает с агентством 81 Produce. В 2015 году удостоилась награды Seiyu Awards как лучшая начинающая актриса.

## Биография
Проявляла интерес к сцене с детства, в начальной школе вступила в драмкружок. Один из членов драмкружка, желавший стать сэйю, подтолкнул Уэду к выбору этой профессии, на что также повлияло её собственное желание измениться. Уэда подала заявления на участие в прослушивании в агентстве актёров озвучания в выпускном классе старшей школы.
В 2011 году Уэда выиграла Гран-при второго класса на прослушивании агентства 81 Produce и стала его официальным сотрудницей в следующем году. Первую роль она получила в аниме Inazuma Eleven: Chrono Stone. Вместе с тремя другими сотрудницами воего агентства (Риэ Такахаси, Тиёри Хаясидой и Каёто Цумитой) Уэда сформировала сэйю-юнит Anisoni∀. В 2013 году Уэда озвучила 18 сестёр в аниме-сериале Tesagure! Bukatsu-mono.
В 2014 году Рэйна Уэда получила свою первую главную роль. Ей стала главная героиня Hanayamata Нару Сэкия. Вместе с кастом сериала она исполнила опенинг этого аниме «Hana wa Odoreya Iroha ni Ho» (яп. 花ハ踊レヤいろはにほ Хана ва одорэя ироха ни хо, «Танцы в цветочном аромате») как Team Hanayamata. В следующем году Уэда получила роли Мэйки Катай в Mikagura School Suite, Микан Акэми в Jitsu wa Watashi wa и Елены Аршавиной в Seiken Tsukai no World Break. На девятой Seiyu Awards она стала одной из трёх призёров в номинации «Лучшая новая актриса».
В 2016 году Уэда выпустила свой первый мини-альбом RefRain. 7 февраля 2018 года она выпустила свой первый соло-сингл «Sleepland», заглавный трек с которого использовался как эндинг аниме Märchen Mädchen. Второй сингл, «Literature» (яп. リテラチュア Ритэратюа, «Литература») вышел 21 октября 2020 года, его заглавный трек использовался как опенинг аниме-сериала Wandering Witch: The Journey of Elaina.

## Роли

### Аниме-сериалы
2012 год
- Jormungand — Елена Бабурин

2013 год
- Cardfight!! Vanguard — Ивасэ, Маки Нагасиро
- Inazuma Eleven Go Galaxy — Катра Пэйдж
- Infinite Stratos 2 — Сидзунэ Такацуки
- Tamagotchi! — Кларисечи
- Tesagure! Bukatsu-mono — Мобуко Сонота

2014 год
- Cardfight!! Vanguard: Legion Mate — Элис Кэри
- Cross Ange — Таня Забирова
- Go-go Tamagotchi! — Ламерчи, Судзунэ
- Hanayamata — Нару Сэкия
- Inou-Batoru wa Nichijou-kei no Naka de — Наоэ Хагиура
- Isshuukan Friends — Ота
- Rail Wars! — Томоми Ойто
- Tesagure! Bukatsu-mono Encore — Мобуко Сонота
- Zankyou no Terror — Харука Сибадзаки
- «Токийский гуль» — Дзиро, Хидэёси Нагатика, Мисато Гори, Тагути

2015 год
- Aikatsu! — Яёи Ханава
- Anti-Magic Academy: The 35th Test Platoon — Ока Отори
- Kekkai Sensen — Ника
- Hacka Doll the Animation — Хака-кукла № 4
- Jitsu wa Watashi wa — Микан Акэми
- Mikagura School Suite — Мэйка Катай
- PriPara — Адзими Кики
- Seiken Tsukai no World Break — Елена Аршавина
- Tesagure! Bukatsumono Spin-off Purupurun Sharumu to Asobou — Мобуко Сонота
- The Rolling Girls — Момо Фудзивара
- Tokyo Ghoul √A — Дзиро, Мисато Гори, Сидзуку Каваками

2016 год
- Aikatsu Stars! — Лили Сироганэ
- Bakuon!! — Ханэ Сакура
- Dimension W — Мира Юрисаки
- Kuromukuro — Софи Ноэль
- PriPara — Джулулу, Джулай, Адзими Кики
- ReLIFE — Ан Оноя
- Shakunetsu no Takkyuu Musume — Кумами Цукинова
- «Покемон: Солнце и Луна» — Мао

2017 год
- ID-0 — загадочная девушка
- Idol Jihen — Сатиэ Кондо
- Idol Time PriPara — Мимико Дзигоку
- Little Witch Academia — Ясминка Антоненко
- Minami Kamakura Koukou Joshi Jitensha-Bu — Хироми Майхару
- Net-juu no Susume — Лили
- Sakura Quest — Сиори Синомия
- «Страна самоцветов» — гемиморфит

2018 год
- 3D Kanojo: Real Girl — Сумиэ Аядо
- Caligula — Мю
- Comic Girls — Судзу Фура
- Grancrest Senki — Айшера
- Ingress The Animation — Сара
- Kakuriyo no Yadomeshi — Сидзуна
- Märchen Mädchen — Артур Пендрагон
- SSSS.Gridman — Аканэ Синдзё

2019 год
- 3D Kanojo: Real Girl [ТВ-2] — Сумиэ Аядо
- Dr. Stone — Рури
- Fruits Basket 1st season — Киса Сома
- Grimms Notes the Animation — Рейна Фиман, Золушка
- Jimoto ga Japan — Комати Юдзэ
- Rifle is Beautiful — Миса Курои
- The Case Files of Lord El-Melloi II — Грей
- Wataten! — Мияко Хосино
- «Истребитель демонов» — Канао Цуюри

2020 год
- Adachi to Shimamura — Таэко Нагафудзи
- Darwin’s Game — Сюка Карино
- Fruits Basket 2nd season — Киса Сома
- Koisuru Asteroid — Моэ Судзуя
- Listeners — Дженис
- The Millionaire Detective Balance: Unlimited — Махоро Саэки

2021 год
- The Saint’s Magic Power Is Omnipotent — Элизабет Эшли
- Tsukimichi: Moonlit Fantasy — богиня
- «Герой-рационал перестраивает королевство» — Джуна Дома

2022 год
- Bibliophile Princess — Элиана Бернштайн

2023 год
- Mushoku Tensei 2 — Ариэль Анемой Асура

2024 год
- Sasayaku You ni Koi wo Utau — Момока Сатомия
- Blue Box — Тинацу Кано
- Gimai Seikatsu — Акико Аясэ
- KonoSuba — Рэйн
- Hokkaido Gals Are Super Adorable! — Рена Нацукава
- The Café Terrace and Its Goddesses — Моэми Соя
- The Dangers in My Heart — Юринэ Хандзава
- Too Many Losing Heroines! — Тихая Асагумо
- You Are Ms. Servant — Юки/Шу

### Анимационные фильмы
- Little Witch Academia (2013) — школьница
- Mahou Shoujo Madoka Magica Rebellion (2013) — школьница
- Harmonie (2014) — Дзюри Макина
- Little Witch Academia 2 (2015) — Ясминка Антоненко
- Harmony (2015) — Миаха Михиэ
- PriPara Minna no Akogare Let's Go PriPari (2016) — Адзими Кики

### OVA
- Little Witch Academia: Mahoujikake no Parade (2015) — Ясминка Антоненко
- Bakuon!! (2016) — Ханэ Сакура

### Видеоигры
- Arknights[англ.] — Роса
- Azur Lane — Изумо, Эмиль Бертен, Глостер, Аканэ Синдзё
- The Caligula Effect — Му
- Collar x Malice — Судзунэ Уно
- Fate/Grand Order — Грей
- Genshin Impact — Гань Юй[22]
- Girls' Frontline[англ.] — Carcano M1891, Carcano M91∕38
- Grimms Notes — Рэйна
- Honkai: Star Rail — Искорка
- The Idolm@ster Million Live! — Уми Косака
- Kaden Shoujo — Итика
- Megami Meguri — Тоётама-химэ
- Moero Crystal — Руанна
- SINoALICE — Белоснежка
- Soul Reverse Zero — Элеонора
- Hatsune Miku: Colorful Stage! — Хонами Мочидзуки